# Vanessa Maurischat

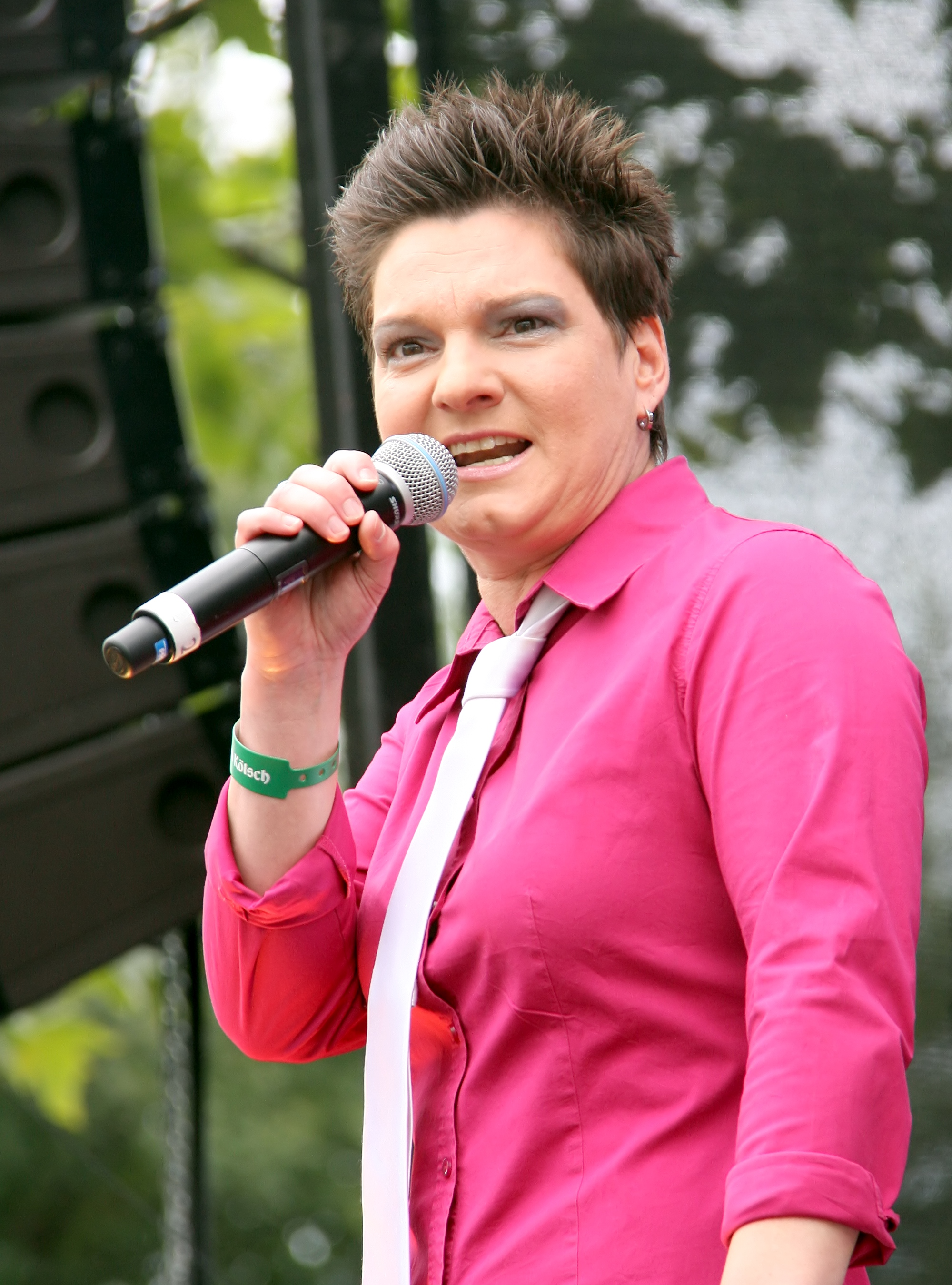
Vanessa Maurischat, Auftritt auf dem Straßenfest zum Cologne Pride 2011

Vanessa Maurischat (* 1973 in Braunschweig) ist eine deutsche Musikerin und Kabarettistin.

## Leben
Vanessa Maurischat fing mit fünf Jahren an, Klavier zu lernen und begann 1989 eine Ausbildung am E-Bass und Jazz/Pop-Piano. Zwischen 1989 und 1999 hatte sie Engagements in diversen Gala- und Coverbands. 1992 begann sie ihr Studium der Kulturwissenschaften mit den Hauptfächern Musik und Theater an der Universität Hildesheim, das sie 2000 abschloss. Seit 1993 hatte sie mehrere Engagements als Barpianistin, ab 1996 auch Solokonzerte als Chanson-Sängerin und Liedermacherin. 1997 wurde sie Finalistin des Bundeswettbewerb Gesang/Chanson und belegte den 2. Platz. 2000 veröffentlichte sie ihre erste CD „Vanessa Maurischat – live“. 2001 gewann sie ihren ersten Kleinkunstpreis beim Nachwuchswettbewerb im Rahmen des XII. Festivals der Kleinkunst in Kiel.
2005 erschien ihre zweite CD „ECHTZEIT“. Seit 2008 tritt sie in Deutschland mit ihren Soloprogrammen „intim“ und „Amor & Psycho“ auf. Als Mitglied der Gruppe der vier „Wilden Hilden“ spielte Maurischat mit Annie Heger, Meike Gottschalk und Helena Marion Scholz 2010 bis 2016 in der Comedy-Revue „Sekt And The City“ die Barpianistin Nessa. Seit 2011 ist sie zudem zusammen mit Holger Edmaier und dem Programm „Nacktbaden – gescannt. gespeichert. gelinkt.“ auf Tour. Im Februar 2014 trat sie anlässlich des 20. Senderjubiläums von Deutschlandradio auf einer bundesweiten Jubiläumstour in Hannover als Stargast auf.
Seit 2017 ist sie gemeinsam mit Annie Heger als Heger & Maurischat GbR mit dem Programm „Eine geht noch!“ auf Tour und hat das gleichnamige Live-Album herausgebracht.
Mit Ausschnitten aus ihren Kabarettprogrammen war Vanessa Maurischat 2020 das erste Mal zu Gast in den TV-Sendungen „Ladies Night“ (Das Erste) und „Alfons und Gäste“ (SR).
Vanessa Maurischat hat für diverse Künstlerinnen Songs geschrieben, wie zum Beispiel für Daphne de Luxe, Lilo Wanders, Annie Heger und Daniela Alfinito.

## Diskografie
- Vanessa Maurischat – live (Swom Records, 2000)
- Echtzeit (kosmopolit records, 2005)
- intim (Live in Berlin) (Monopol/kosmopolit records, 2009)
- Weil wir Löwen sind (kosmopolit records, 2014)
- Eine geht noch! mit Heger & Maurischat (kosmopolit records, 2018)

## Auszeichnungen
- 2001: 1. Preis – Nachwuchswettbewerb im Rahmen des XII. Festivals der Kleinkunst in Kiel
- 2006: Publikumspreis – Troubadour Deutscher Song Contest in Stuttgart
- 2007: Jurypreis – Goldene Hoyschrecke
- 2008: Gewinnerin des Berliner Pilsener Contests „Berlin Hymne gesucht“
- 2011: Kabarettpreis Hofer Theresienstein
- 2016: 2. Preis – Euskirchener Kleinkunstpreis[10]
- 2019: 3. Preis – Goldenes Zebra der Biennale Sindelfingen[11]
- 2023: Bottroper FrechDAX zusammen mit Annie Heger[12]

## Bühnenprogramme
- intim (seit 2008, Solo)[13]
- Sekt and the City - 4 Frauen mit Mumm (2010–2016)[3]
- Nacktbaden - gescannt. gespeichert. gelinkt. (2011–2017, mit Holger Edmaier)[14]
- Amor & Psycho (seit 2014, Solo)[15]
- Sekt and the City II – The Cat Pack (2014–2015)[16]
- Eine geht noch! (seit 2017, mit Annie Heger als Heger & Maurischat GbR)[17]